# Hans-Jochen Kleineidam
Hans-Jochen Kleineidam (* 26. März 1943 in Mittelwalde; † 28. Februar 2018) war ein deutscher Ökonom.

## Wirken

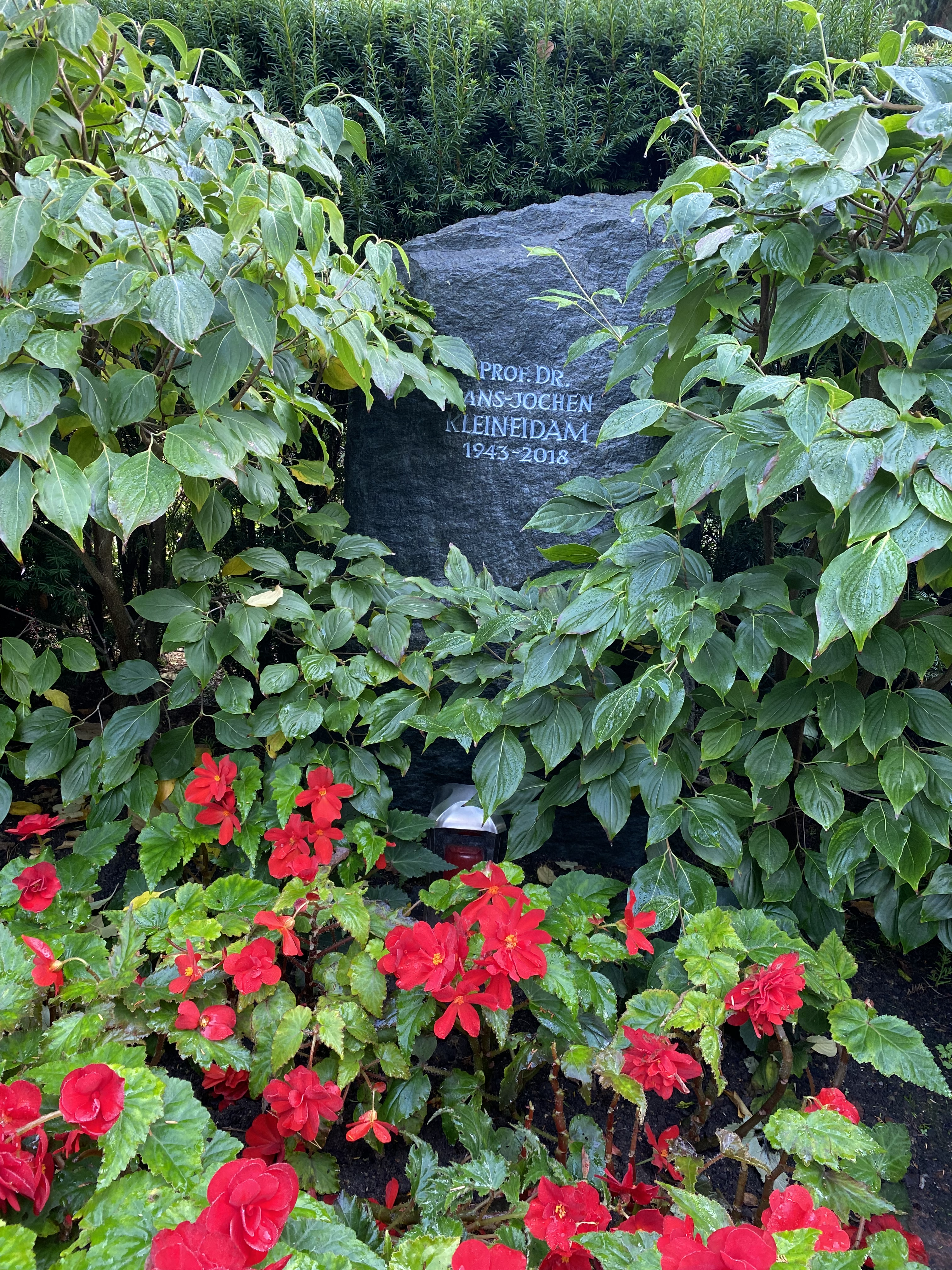
Grabstätte

Er wuchs in der Schwäbischen Voralb auf. Er machte am Hohenstaufen-Gymnasium in Göppingen 1962 das Abitur. Das Studium der Betriebswirtschaftslehre nahm er an der Universität Tübingen auf und setzte es an der Ludwig-Maximilians-Universität München fort. Nach dem Diplom 1967 promovierte er 1968 zum Thema Die internationale betriebswirtschaftliche Steuerlehre. Ein Vorschlag zur Weiterentwicklung der betriebswirtschaftlichen Steuerlehre.
Nach zweijähriger Assistenz in München folgte er 1970 dem gerade zum Professor berufenen Lutz Fischer an die FU Berlin. Dort durfte er als Lehrbeauftragter und Assistenzprofessor die universitären Aktivitäten der 68er-Bewegung, hier speziell der Roten Zelle Ökonomik, erleben, bevor es ihn 1971 als Lehrbeauftragten für Betriebswirtschaftslehre an die Universität Hamburg zog. 1973 habilitierte er mit einer wissenschaftsprogrammatischen Schrift Zum Wesen und zur Berechtigung von Überlegungen de lege ferenda auf dem Gebiet des Steuerrechts durch die betriebswirtschaftliche Steuerlehre.
1974 wurde er auf den Lehrstuhl für Betriebswirtschaftslehre, insbesondere Investition, Finanzierung und Betriebswirtschaftliche Steuerlehre der neu gegründeten Universität der Bundeswehr Hamburg berufen. Es folgten Rufe an die Wirtschaftsuniversität Wien, die Universität Bremen und die Katholische Universität Eichstätt.
Hans-Jochen Kleineidam verstarb im Alter von 74 Jahren und wurde auf dem Nienstedtener Friedhof in Hamburg beigesetzt. 